# 越后平原
越后平原，包括新潟县中部和北部所存在的平原，面积约2000平方公里，约与东京都面积相当。为日本本州岛日本海侧与北陆地方面积最大的平原。为日本最重要的粮食生产基地。其平原境内主要河南有信浓川，和阿贺野川。江户时代以来,信浓川和阿賀野川流域逐渐扩大。因为生态系统保存完好，每年有大量候鸟迁徙至此。有著名的越后沙丘。